# الجمعة

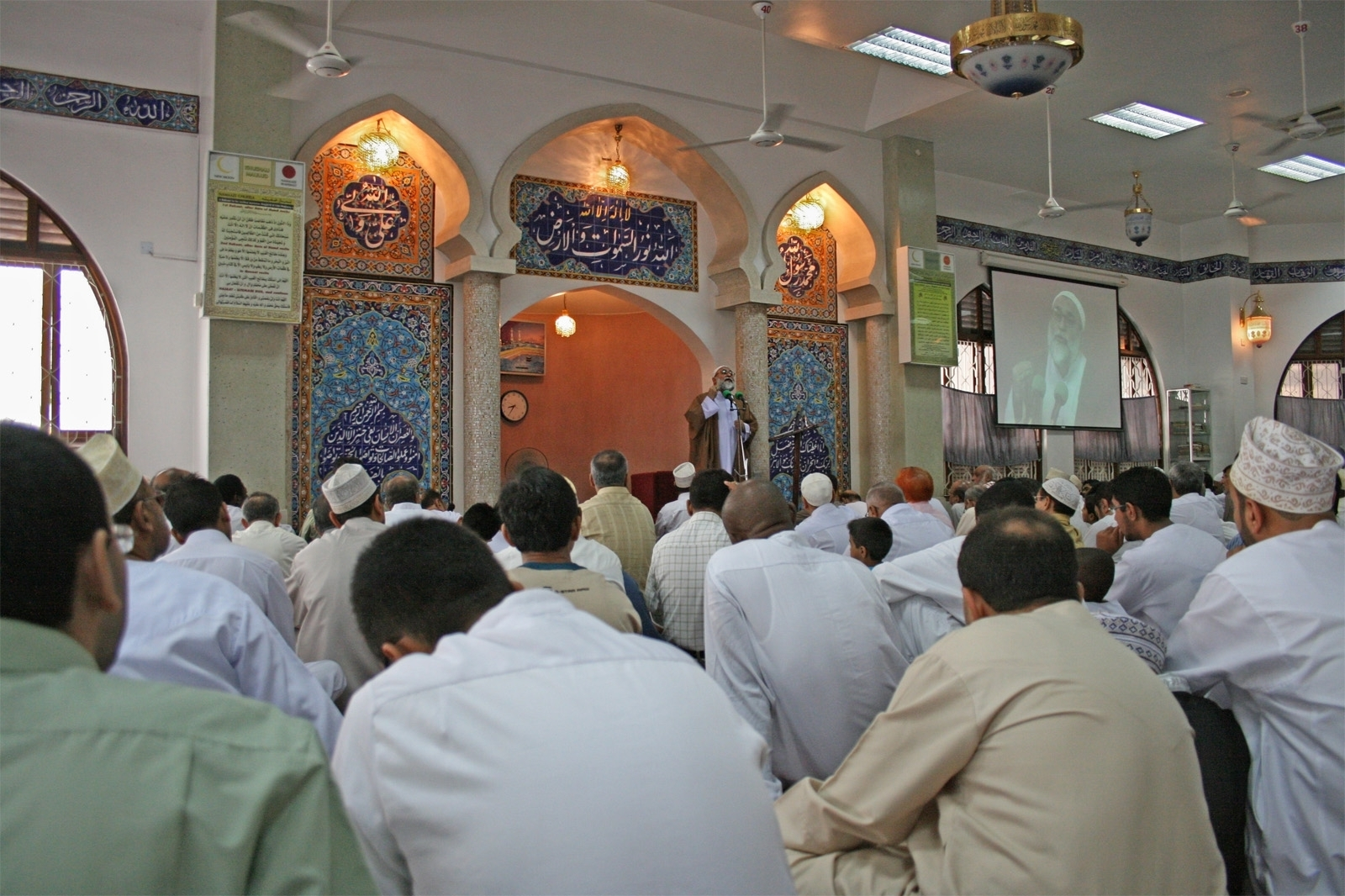
خطبة الجمعة في مسجد دار السلام (تانزانيا)

الجُمُعَة سادس يومٍ من أيام الأسبوع، يأتي بعد يوم الخميس وقبل يوم السبت. وكان اسم هذا اليوم في الجاهلية العَرُوبَة أو عَرُوبَة.

## التسمية
سُمي يوم الجمعة بهذا الاسم؛ لأن كلمة جمعة من جمع في اللغة العربية أي وحّد والتئم، ومنها الجمع والتَّجمع والاجتماع؛ ففي يوم الجمعة يؤمن المسلمون أن الساعة ستقوم، وأن الله سيجمع الخلق على صعيدٍ واحد للحساب والجزاء على أعمالهم الدُّنيويّة. في هذا اليوم من كلِّ أسبوعٍ يجتمع المسلمون لأداء صلاةٍ خاصّةٍ به هي صلاة صلاة الجُمعة، التي هي من الشعائر الإسلامية.

## يوم الجمعة عند المسلمين

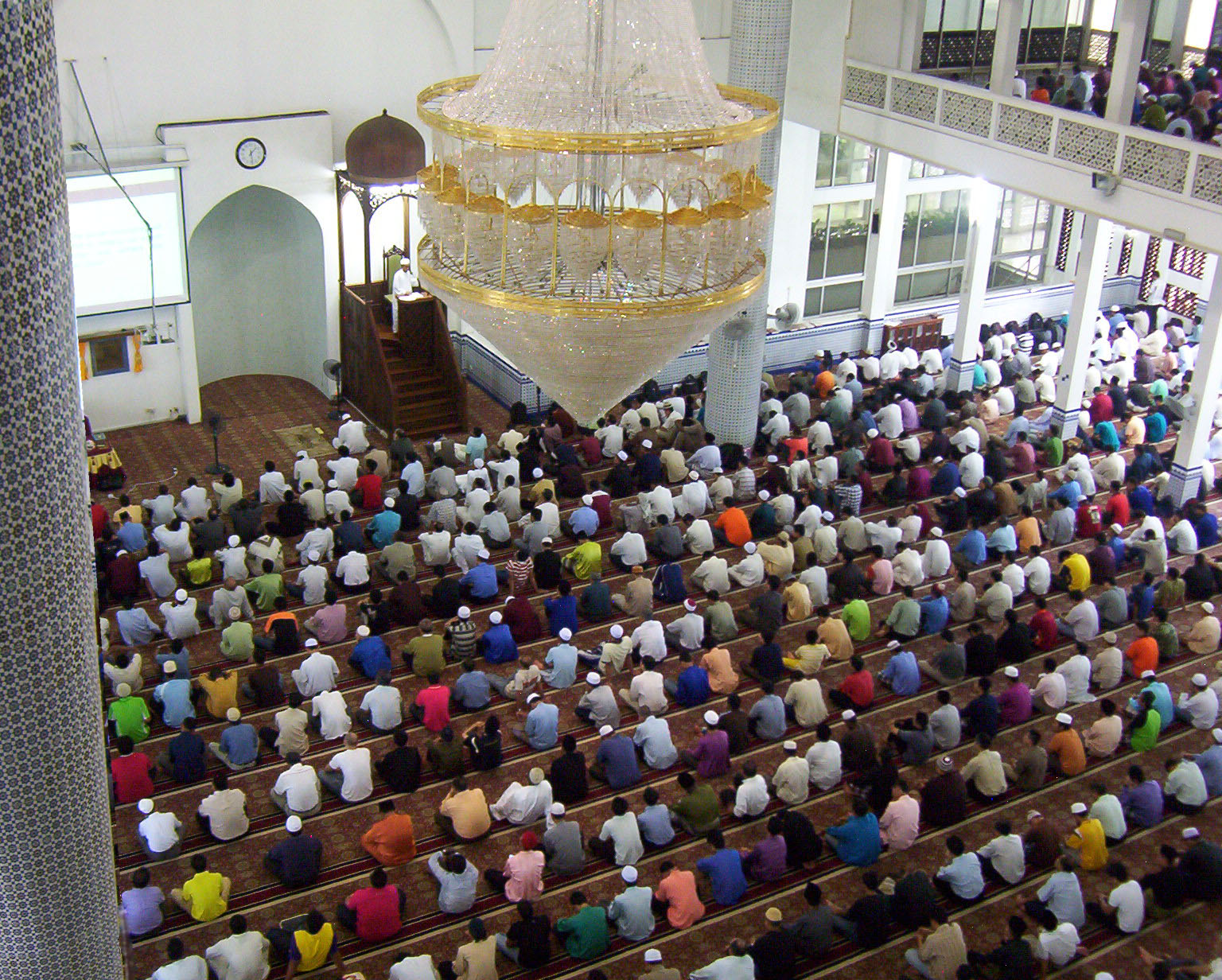
صلاة الجمعة في جامعة التكنولوجيا ماليزيا

يعد هذا اليوم آخر أيام الأسبوع، وهو يوم عطلة رسمية في معظم الدول العربية والإسلامية، لما له من أهمية دينية كبيرة عند المسلمين. ففي يوم الجمعة تقام صلاة جماعية أسبوعية خاصة تسمى صلاة الجمعة وفيها يجتمع المصلون في المساجد وتتم الصلاة بشكل جماعي بعد الاستماع لخطبة الجمعة التي يلقيها الخطيب حيث يتم تقديم المواعظ والدروس التي تثبت المؤمنين وتزيدهم إيماناً، وتبصرهم بشؤون دينهم. وقد نزلت سورة في القرآن اسمها سورة الجمعة. كما وردت فيه العديد الأحاديث النبوية المتواترة الدالة على فضله وأهميته، حيث روي عَنْ أَبِي هُرَيْرَةَ أَنَّ رَسُولَ اللَّهِ ﷺ ذَكَرَ يَوْمَ الْجُمُعَةِ فَقَالَ: «فِيهِ سَاعَةٌ لَا يُوَافِقُهَا عَبْدٌ مُسْلِمٌ وَهُوَ قَائِمٌ يُصَلِّي يَسْأَلُ اللَّهَ تَعَالَى شَيْئًا إِلَّا أَعْطَاهُ إِيَّاهُ، وَأَشَارَ بِيَدِهِ يُقَلِّلُهَا» عن أبي هريرة، قال: قال رسول الله: «سيد الأيام يوم الجمعة، فيه خلق آدم، وفيه أدخل الجنة، وفيه أخرج منها، ولا تقوم الساعة إلا يوم الجمعة» ويستحب في يوم الجمعة قراءة سورة الكهف، وكثرة الصلاة على النبي.

## من فضائل يوم الجمعة
- فيه صلاة الجمعة، وهي أفضل الصلوات قال الله تعالى : ﴿يَا أَيُّهَا الَّذِينَ آمَنُوا إِذَا نُودِي لِلصَّلاةِ مِنْ يَوْمِ الْجُمُعَةِ فَاسْعَوْا إِلَى ذِكْرِ اللَّهِ وَذَرُوا الْبَيْعَ ذَلِكُمْ خَيْرٌ لَكُمْ إِنْ كُنتُمْ تَعْلَمُونَ﴾[3]
- «عَنْ أَبِي هُرَيْرَةَ رضي الله عنه أَنَّ رَسُولَ اللَّهِ صَلَّى اللَّهُ عَلَيْهِ وَسَلَّمَ قَالَ: "الصَّلاةُ الْخَمْسُ، وَالْجُمْعَةُ إِلَى الْجُمْعَةِ ، كَفَّارَةٌ لِمَا بَيْنَهُنَّ مَا لَمْ تُغْشَ الْكَبَائِرُ"».[4]
- صلاة الفجر جماعةً يوم الجمعة خير صلاة يصليها المسلم في أسبوعه «عن ابن عمر قال: قال الرسول ﷺ: "أفضل الصلوات عند الله صلاة الصبح يوم الجمعة في جماعة.»[5] ومن خصائص صلاة الفجر في يوم الجمعة أنه يُسن أن يقرأ المصلي فيها سورة السجدة في الركعة الأولى، وسورة الإنسان في الثانية. فعن أبي هريرة رضي الله عنه أَنَّ النَّبِيَّ صَلَّى اللَّهُ عَلَيْهِ وَسَلَّمَ كَانَ يَقْرَأُ فِي الصُّبْحِ يَوْمَ الْجُمُعَةِ بِـ﴿الم تَنْزِيلُ﴾ فِي الرَّكْعَةِ الأُولَى وَفِي الثَّانِيَةِ ﴿هَلْ أَتَى عَلَى الإِنْسَانِ حِينٌ مِنْ الدَّهْرِ لَمْ يَكُنْ شَيْئًا مَذْكُورًا﴾.[6]
- أن من مات في يوم الجمعة أو ليلتها وقاه الله فتنة القبر عن عبد الله بن عمرو رضي الله عنهما قَالَ: قَالَ رَسُولُ اللَّهِ ﷺ : ﴿مَا مِنْ مُسْلِمٍ يَمُوتُ يَوْمَ الْجُمُعَةِ أَوْ لَيْلَةَ الْجُمُعَةِ إِلا وَقَاهُ اللَّهُ فِتْنَةَ الْقَبْرِ﴾.[7]
- أفضل يوم طلعت فيه الشمس «عن أبى هريرة رضى الله عنه قال: قال رسول الله ﷺ: "خير يوم طلعت فيه الشمس يوم الجمعة فيه خلق آدم وفيه أدخل الجنة وفيه أخرج منها»[8]
- إن في الجمعة ساعة إجابة حيث يرى أهل العلم أنها تكون آخر النهار (أي ما بين العصر والمغرب).